# バトルゲージ
『バトルゲージ』は、桜河貞宗による日本の漫画作品。『週刊少年サンデー超』（小学館）にて2003年3月号から8月号にかけて短期集中連載された。本作に登場する「バトルゲージ」とは、鉄道模型を利用した競技である。（作中では）登場してから日が浅く、まだ規格が統一されていないため、32mm（Oゲージ）と24mm（OJゲージ）が混在する。そのため、一部の車両は軌間可変システムを搭載している。

## ストーリー
島本竜之介は鉄道模型を使用した競技であるバトルゲージに参戦する。数々の難敵と戦い、徐々に勝ち進んでいく。

## 登場人物
島本竜之介（しまもと りゅうのすけ）
本作の主人公であり、バトルゲージの競技者。数々の仕掛けを組み込んだD51形蒸気機関車、黒龍号を操る。
陣内 毅（じんない つよし）
島本のライバルとして登場する。EF81形電気機関車を操る。
夏美（なつみ）
バトルゲージの戦いを見守る紅一点。
カズ
バトルゲージに詳しい。眼鏡をかけている。